# مسجد سيدي سيد
مسجد سيدي سيد ، هو مسجد بني في عام 1573 , ويعد واحد من أكثر المساجد شهرة في مدينة أحمد آباد , كما يشهد به لوحي الحجر والرخام ثابتة على جدار المسجد، وقد بني المسجد من قبل سيدي سعيد أو سيدي سيد ، والعبسيين هم حاشية بلال جهجار خان وهو جنراك عام في الجيش في عهد سلطان مسعود شمس الدين مظفر شاه السلطان الثالث في سلطنة غوجارات .

## البناء
تم بناء المسجد في العام الأخير من وجود سلطنة غوجارات, يحوي المسجد ويشتهر بالمنحوتات الجميلة , وبه عشرة نوافذ شبكية مصنوعة من الحجر وعلى جانبها لأقواس خلفية , يتم تعبئة الجدار الخلفي بحجر مربع ذو ألواح مثقوبة , ويوجد اثنين من الخلجان الموجودة في الممر المركزي تحيط بها ألواح شبكية حجرية منحوتة من تصاميم الأشجار المتشابكة وأوراق الشجر وعزر النخيل .